# Араухох
Араухох (осет. Арау хох) — горная вершина в Северной Осетии, в системе Скалистого хребта.
Высота горы достигает 2680 м. Название переводится с осетинского языка как «звонкая гора» (по всей вероятности, из-за эха в окрестностях вершины).